# Scutelliseta leonina
Scutelliseta leonina är en tvåvingeart som beskrevs av Richards 1968. Scutelliseta leonina ingår i släktet Scutelliseta och familjen hoppflugor. Inga underarter finns listade i Catalogue of Life.